# Руднева, Евгения Николаевна
Евгения Николаевна Руднева (1916-29.04.1991) — советский почвовед-географ, специалист в области картографии почв, доктор сельскохозяйственных наук.
Родилась 22.08 (03.09)1916 в Москве в дворянской семье. С 1936 по 1941 г. училась на географическом факультета МГУ им. М. В. Ломоносова (1941), дипломница кафедры картографии.
С 1941 г. - в Красной Армии:  инженер-топограф и инженер по взрывным работам на Западном и 3-м Белорусском фронтах. Награждена орденом Красной Звезды.
С февраля 1946 г. — научный сотрудник геоморфологического отряда Южно-Киргизской экспедиции СОПС АН СССР. В том же году принята в отдел географии и картографии почв Почвенного института им. В. В. Докучаева АН СССР, где и работала до последних дней жизни.
В 1958 г. защитила кандидатскую диссертацию на тему «Почвенный покров Закарпатской области». В 1966 г. утверждена в учёном звании старшего научного сотрудника. В 1984 г. защитила докторскую диссертацию «Принципы и проблемы мелкомасштабной почвенной картографии».
В работе почвенные карты: 85 листов Государственной почвенной карты (ГПК) СССР масштаба 1:1 000 000 — составитель и редактор 85 листов и автор 10 листов, а также объяснительных записок к ним.
Ею разработана «открытая» система картографического оформления листов ГПК, позволяющая расширить легенду, не нарушая структуры. За работу «Государственная почвенная карта СССР и программа карты» удостоена премии Президиума АН СССР и посмертно (1991) — премии им. В. В. Докучаева.
Соавтор и редактор Почвенной карты РСФСР масштаба 1: 2 500 000.
В качестве почвоведа-картографа проводила экспедиционные исследования в Закарпатье, на севере европейской части СССР, на Сахалине.
Участвовала в выполнении специальных правительственных заданий — разработке проектов по обводнению, орошению и строительству каналов в Туркмении, на южной Украине, в Ростовской области, по составлению карт обводнения и создания лесных полос в Алтайском крае и Ногайской степи.
Принимала участие в работах Международных конгрессов почвоведов в США (1960), в Румынии (1964), в СССР (1970).
Автор (соавтор) свыше 200 научных работ, в числе которых монография «Почвенный покров Закарпатской области». Соавтор и редактор четырехтомной монографии «Подзолистые почвы европейской территории СССР».